# Koninkrijk Zweden (1523-1814)

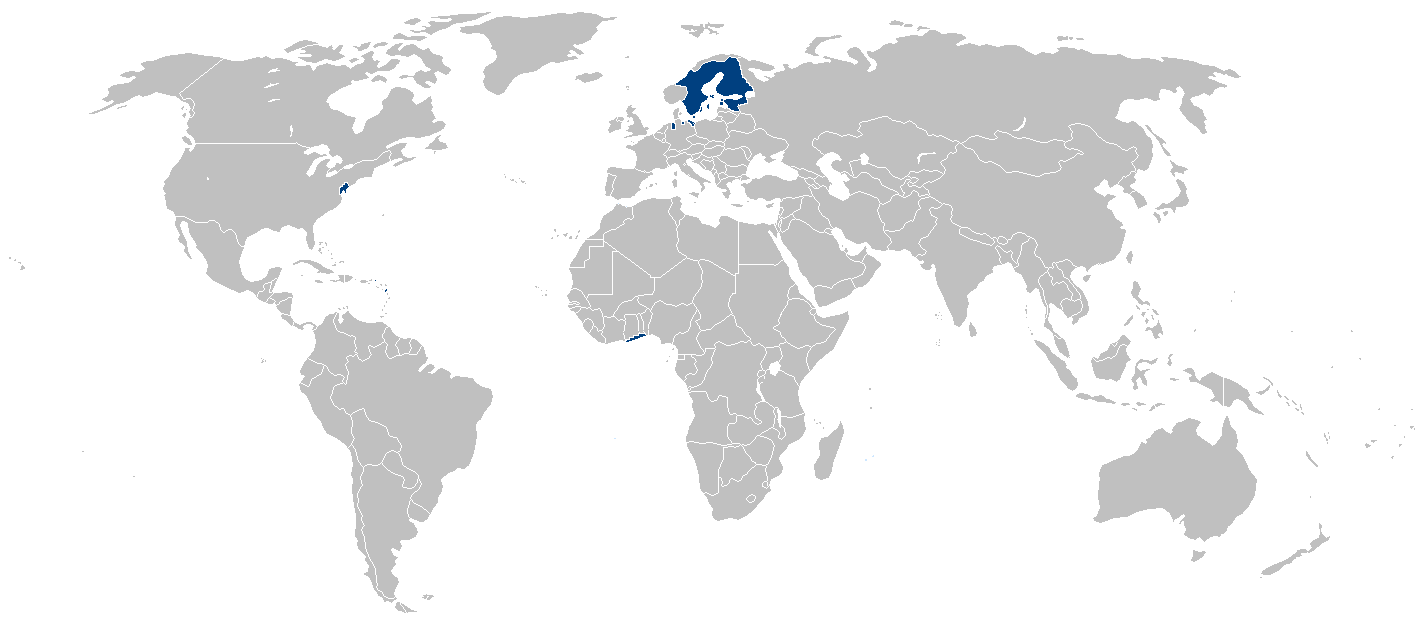
Het Zweedse Rijk

Zweden was van 1523 tot 1814 een zelfstandig koninkrijk. Na de Zweedse Onafhankelijkheidsoorlog maakte Zweden zich definitief los van de Unie van Kalmar en verwierf het onafhankelijkheid onder koning Gustaaf I. Vanaf 1815 was het in een personele unie verbonden met Noorwegen in de Unie tussen Zweden en Noorwegen.
In de Zweedse geschiedschrijving wordt dit tijdperk doorgaans in vieren verdeeld: 
- 1521-1611: äldre vasatiden (Oude Wasatijd). Deze loopt van de onafhankelijkheidsoorlog tot de dood van koning Karel IX, de jongste zoon van Gustaaf I.
- 1611-1721: stormaktstiden (Grootmachttijd). Deze loopt vanaf de troonsbestijging van Gustaaf II die tijdens de Dertigjarige Oorlog van Zweden een grootmacht maakte, tot aan de zware nederlaag tegen Rusland in de Grote Noordse Oorlog.
- 1718-1772: frihetstiden (Vrijheidstijd). Deze loopt van de dood van koning Karel XII tot de staatsgreep van koning Gustaaf III die de absolute monarchie poogde te herstellen.
- 1772-1809: gustavianska tiden (Gustavische tijd). Deze omvat de absolutistische regeringen van Gustaaf III en Gustaaf IV en eindigt met het verlies van Finland aan Rusland.

De jaren 1809-1815 gelden als overgangsperiode van Zweden-Finland naar Zweden-Noorwegen.

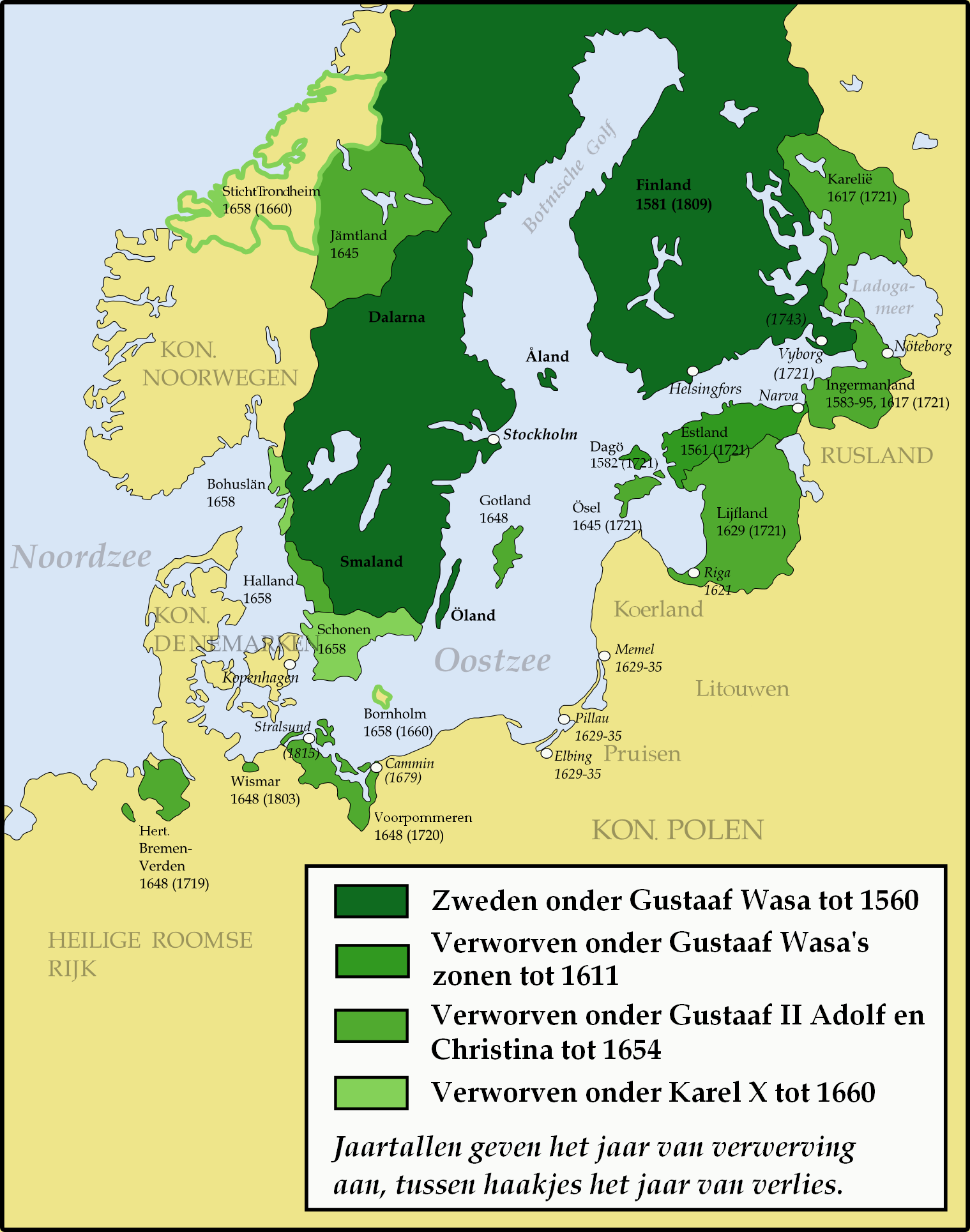
Het Zweedse Rijk met de jaartallen van verwerving en verlies

## Huis Wasa
Gustaaf I en zijn nageslacht van het Huis Wasa regeerden vier generaties over Zweden tot 1654 (Christina I van Zweden). Zij maakten een begin aan de opbouw van het koninkrijk als grootmacht. Het Lutheranisme werd in 1529 de staatsgodsdienst. In 1561 verwierf Zweden als eerste Estland, in 1581 gevolgd door een groot deel van Finland, dat al eeuwen onder Zweedse invloed stond. Het jaar daarop werd ook het eiland Dagö (Hiiumaa) ingelijfd, en ten slotte werd Ingermanland onderworpen, waarmee Zweden nu de gehele kust van de Finse golf beheerste. In 1587 werd Sigismund Wasa koning-grootvorst van Polen-Litouwen en in 1592 van Zweden, maar in 1599 werd hij alweer gedwongen afstand van de Zweedse troon te doen ten gunste van zijn oom Karel Wasa.

## Gouden Eeuw
In de 17e en 18e eeuw kende Zweden zijn Gouden Eeuw en werd het grondgebied met wapengeweld uitgebreid. In die tijd was Zweden twee keer zo groot als nu en omvatte, naast Estland, Finland en Ingermanland, sinds 1629 ook Zweeds Lijfland, en werd in 1645 uitgebreid met Ösel en delen van het Heilige Roomse Rijk, zoals grote delen van Pommeren, Wismar en Bremen-Verden. Deze Duitse gebieden waren verworven bij de Vrede van Westfalen door Zwedens overwinningen in de Dertigjarige Oorlog. Tijdens de Noordse Oorlog (1655-1660) werden aanvankelijk uitgestrekte gebieden veroverd op Denemarken-Noorwegen, maar verderop in de oorlog keerde het tij en moest Zweden van het Sticht Trondheim en Bornholm afzien. Bij de Vrede van Roskilde stond Denemarken Bohuslän en Skåneland (Blekinge, Halland en Skåne), eerst tijdelijk, af. In de Schoonse Oorlog (1674-1679) verdedigde Zweden de nieuwe bezittingen succesvol. Gedurende de 17e eeuw, vooral de tweede helft, beheerste Zweden de Oostzee volledig.

## Nederlagen
Begin 18e eeuw geraakte Zweden in oorlog met het Tsaardom Rusland en diens bondgenoten; deze zou bekend komen te staan als de Grote Noordse Oorlog. Na aanvankelijk de overhand te hebben, leden de Zweden verderop in de strijd verpletterende nederlagen; in 1721 moest het koninkrijk bij de Vrede van Nystad al zijn oostelijke bezittingen afstaan aan Rusland. Zweden verloor de heerschappij over de Oostzee grotendeels, maar bleef desondanks een grootmacht en behield hoog aanzien in Europa. 
Zweden deed mee aan de Derde Coalitieoorlog tegen Frankrijk, maar toen het weigerde zich in 1809 aan te sluiten bij het Frans-Russische bondgenootschap, leidde dit tot de Finse Oorlog die Zweden verloor. Finland en Åland gingen over naar het Keizerrijk Rusland.

## Vereniging met Noorwegen
In de napoleontische oorlogen streed Zweden uiteindelijk aan de zijde van de coalitie tegen Frankrijk. Door gedane verdiensten kreeg het bij de Vrede van Kiel in 1814 Noorwegen als beloning, ten nadele van Denemarken dat Fransgezind geweest was. Het nieuwe opgerichte land heette officieel de Verenigde Koninkrijken van Zweden en Noorwegen. Een poging van de Noren om zich onafhankelijk te verklaren werd in 1815 met geweld onderdrukt.